# CrossCountry
CrossCountry es una operadora ferroviaria británica perteneciente a Arriva, que explota una concesión ferroviaria dentro del modelo de franquicias instaurado tras el proceso de privatización de British Rail. 
Opera los servicios ferroviarios englobados dentro de la franquicia New CrossCountry. Ofrece principalmente servicios de tipo intercity que conectan Escocia y el norte de Inglaterra con Gales y el sur de Inglaterra, con la particularidad de que todos ellos efectúan parada en Birmingham New Street, y ninguno circula por el Gran Londres.

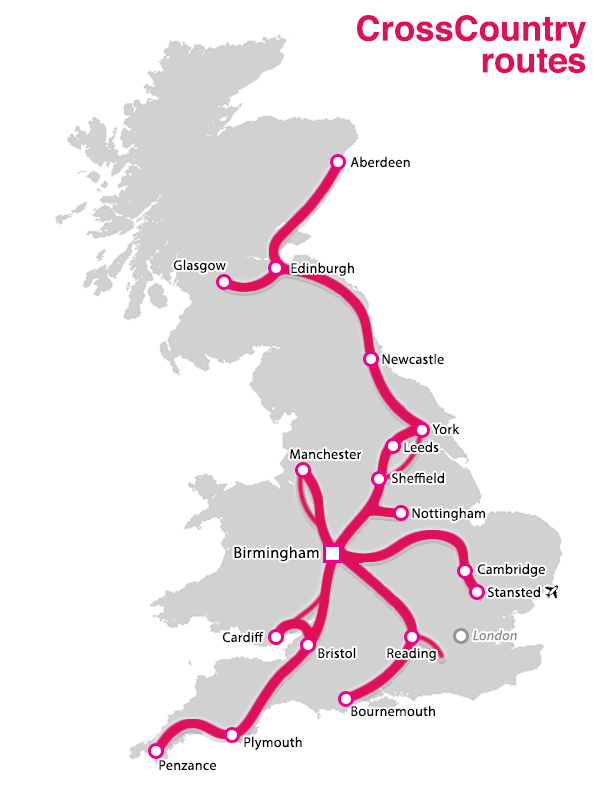
Mapa con los trayectos de CrossCountry en 2019

## Historia
La compañía nació en 2006 dentro de un proceso de reestructuración de las franquicias ferroviarias por parte del Departamento de Transporte del Reino Unido, en que se agrupaban las relaciones Intercity Cross Country cubiertas por Virgin Cross Country (exceptuando los servicios prestados en la West Coast Main Line), así como algunos servicios prestados por Central Trains. La franquicia vinculada a la compañía se denomina New CrossCountry.
En 2007 Arriva ganó el contrato de la franquicia, en un concurso donde también presentaron ofertas las compañías FirstGroup, National Express y Virgin Rail Group.
Entre 2008 y 2011 se realizaron ligeras modificaciones en los servicios prestados, consistiendo fundamentalmente en la prolongación de algunos servicios.
Aunque la franquicia terminaba inicialmente en marzo de 2016, fue prorrogada hasta diciembre de 2019, proporcionando en julio de 2019 una nueva extensión hasta octubre de 2020.
En septiembre de 2020, se anunció que los acuerdos de emergencia con las empresas operadoras de trenes introducidos debido a la pandemia de COVID-19 en el Reino Unido se prorrogarían durante 18 meses, y que se abandonaba toda franquicia ferroviaria de pasajeros en Gran Bretaña. En octubre de 2020, el DfT confirmó que la franquicia se había prorrogado tres años, retrasando la fecha de finalización hasta el 15 de octubre de 2023. En septiembre de 2023, el Ministerio de Transporte anunció una prórroga de la franquicia por otros cuatro años, con lo que la fecha de finalización se sitúa ahora en el 15 de octubre de 2027, con la posibilidad de prorrogar otros cuatro años. El acuerdo de franquicia incluye la renovación de la flota actual, la posible introducción de material rodante adicional, el regreso de los servicios regulares entre Cambridge y el aeropuerto de Stansted y, para diciembre de 2024, la reintroducción de servicios diarios entre Cardiff Central y Edinburgh Waverley.

## Servicios
El centro de actividad de todas las relaciones es la estación de Birmingham New Street, y los servicios prestados se pueden dividir en dos categorías:
- Servicios de larga distancia, que conectan ciudades del sur de Inglaterra con destinos del Norte de Inglaterra o Escocia.
- Servicios de media distancia, cubriendo rutas de menor duración entre el área de las Midlands y Gales o Essex.